# バンジョーとカズーイの大冒険 ガレージ大作戦
『バンジョーとカズーイの大冒険 : ガレージ大作戦』（バンジョーとカズーイのだいぼうけん : ガレージだいさくせん、原題：Banjo-Kazooie: Nuts & Bolts）は、レアが開発し、2008年12月11日にマイクロソフトから発売されたXbox 360用アクションゲームである。初回限定版には初代『バンジョーとカズーイの大冒険』のダウンロードコードとオリジナルポスターが同梱されている。

## 概要
本作は日本では『バンジョーとカズーイの大冒険2』以来8年ぶり、 日本国外では『バンジョーパイロット』以来3年ぶりのシリーズ新作である。元々は『バンジョーとカズーイの大冒険3（Banjo-Threeie）』としてニンテンドー ゲームキューブ向けに開発されていたが、レア社がマイクロソフト傘下になったことで開発中止になり、さらにXbox用に1作目のリメイク作として開発していた『Banjo X』が開発中止となった。本作は開発中止後にそれらを再利用して製作された。
本作では、バンジョーたちを操作して冒険する点こそ変わらないが、そのメインとなるのが「プレイヤーの作るマシン」になっている。冒険中に手に入れたさまざまなパーツをブロック単位で組み合わせて、ガレージで乗り物を自分で作り冒険していくという特徴がある（発想としてはパネキットに近い）。使用するマシンは、ガレージ内でなくてもプレイ中にある程度パーツを分解・再構築も可能（競技用に用意されたマシンでも再構築の形で改造可能）で、チャレンジ自体のクリア方法も一つに固定されない解決法が用意されており、自由度が高い。
プレイヤーのマシンが主体であるため、代わりに過去作にあったバンジョーとカズーイのアクションは「時代遅れ感がぬぐえない」という理由でほとんど使用できず、バンジョーの足のみでマップを歩き回るのは困難である。
窓口的なマップである「ドタンバたうん」を中心に、様々なフィールド（ゲームワールド）へ移動し、競技や依頼をこなしてジグソーを集め、最終的にクルクルやまへ戻ることが最終目標となる。各フィールドではグランチルダとの対決も行われる。
また、『バンジョーとカズーイの大冒険』シリーズでの「クルクルやまのふもと」にてかつて冒険の舞台となった各2ヶ所のフィールド「グランチルダのとりで」と「マジョあいらんど」が存在されていた。しかし本作では内部が瓦礫で埋まっているので、入口付近以外を散策することが出来ない。

## ストーリー
前回の冒険が終わり、クマのバンジョーとトリのカズーイは地元「クルクルやま」で平和な時を過ごしていた。宿敵の魔女グランチルダがバンジョーたちに倒され、元々骨だけしか残っていなかった体がバラバラになっていたためである。しかし、8年の月日が過ぎたある日、瓦礫の底からようやく復活を果たし、バンジョーとカズーイに再び戦いを挑んできた。
ところが、グランチルダは頭蓋骨しか残っておらず、バンジョーやカズーイも長い平和の中ですっかり太ってしまい、両者ともまともに戦いなどできる状態ではなかったのである。にらみ合う両者だが、そこに1人の珍妙な乱入者が現れた。その者は“ロード オブ ゲーム”と名乗り、この世のゲームすべてを作ったと自称しており、不毛な戦いを続けてきた両者に対して決着をつけさせようとする。
両者は“ロード オブ ゲーム”の力で戦える状態に戻ったものの、異世界「ドタンバたうん」に連れて行かれ、今回の戦いに敗れれば地元の「クルクルやま」には帰れなくなるのだという。果たしてバンジョーとカズーイは元の世界に戻れるのだろうか。

## 主要キャラクター
バンジョー
本作の主人公であるクマ。かつてヒーローと呼ばれたこともあったクマだが、長年のブランクが祟った為か、見る影も無いほどに太ってしまった。体型こそ元に戻してもらったが、今回は移動などの最低限のアクションしかできない。好きな言葉は「足どり軽やかに、トリを背負って進め」。
カズーイ
バンジョーの相棒であるトリ。かつて多彩なアクションでバンジョーを支援してきたが、それら全てを没収され飛ぶことすら不可能になる。今回は、魔法のレンチを使用して物を動かしたり、乗り物を分解・接合することができる。
グランチルダ
大混乱を巻き起こそうと再び戻ってきた魔女。過去の戦いで頭蓋骨の身になっていたが、ログによって頭部が培養カプセルのようになった体を用意され、頭蓋骨を頭部に放り込んでサイボーグのような状態で復活を果たす。ワールドの先々でバンジョーたちの邪魔を行い、勝てばマシンに使われている特別なパーツを貰える。
ロード オブ ゲーム（通称ログ）
全てのゲームの創造者だと語るキャラ。カズーイ曰く「テレビ頭」で、ドットで顔が書かれたディスプレイを頭部に、首から下はガウンをぶら下げたような風貌（具体的にはポン (ゲーム)をイメージした顔に近い）。2匹のマウスが頭に乗っかっている。バンジョーとグランチルダのケンカを止めるために、ゲームで2人を（半ば強制的に）競わせ、敗者はログのゲーム工場で働かせることにした張本人。「ポーズ」と称して時間を止めたり、二人の勝負のために必要な用意をしたりとゲームマスター的な役割を担う。ゲームの創造者と自称する通り、コンピュータゲームに関するメタフィクション的な発言をするところもある。人気のゲームジャンルを「シューティング・FPS」としていることは、視野が世界全土に向いていることの表れ。
マンボ・ジャンボ
かつての偉大なまじない師。今回はガレージの経営者としてバンジョーが乗り物を組み立てるのを喜んで手伝ってくれる。ウンバとの関係は相変わらず険悪だが、とあるワールドでは夫婦を演じている。
キャプテンブラバー
かつて船長をしていたカバ。船が座礁して以来引退したようだが、昔を懐かしんで今もキャプテンの帽子をかぶっている。
ジンジョー
バンジョーと協力関係にある精霊のような生き物。ゲームワールドではいつもゲームをしたがる。ドタンバたうんでは、無実にもかかわらずパイクレットに捕まって牢屋に入れられている。彼らを助けた後檻の中にミンジョーを入れておくことになる。
キング・ジンガリン
ジンジョーたちの王様。ドタンバたうんでビンゴゲームをしている。ゲームワールドでジンジョーたちから貰えるコインを使って行・列を完成させると景品がもらえる。
ミスターフィット
陸上スポーツにかけては記録を持つほどの腕前を持つ。今回はいつもあちこち走り回っているので見つけるのが大変。役に立つ情報を教えてくれるが、立ち止まっている時に会話をするしかない。
ボトルズ
過去のシリーズでバンジョーたちをリードしてきたモグラ。過去の作品で死亡したこともあるが甦っており、本作ではドタンバたうんで観光案内所を仕切っている。情報の質はピンからキリまで。
ボギー
過去にバンジョーとレースの対決などをした、気のいい白クマ。魚を捕らずにテレビばかり見ていた結果、妻に家を追い出され、ドタンバたうんでジムを経営して生計を立てている。
ジョリードジャー
かつてはジョリーロジャーと呼ばれ、市長とパブのマスターを両立していた人物。今回はチョイ悪へのイメージ変更という理由で改名し、闇市場で仕入れたジグソーピースを売っている。
クランゴ
かつてのグランチルダの部下。8年前、バンジョーの冒険のさなかに「行動の自由は勇気の証」だと気がつき、グランチルダの下を去った。今はドタンバたうんでゲームセンターを経営している。
フンバ・ウンバ
マンボにライバル意識を持つ人間の呪い師。ドタンバたうんでパーツと設計図を売る店を経営している。相変わらずマンボに対して口が悪い。過去作と比べて、大きくキャラの造形が変わっており、可愛らしくなっている。
トロフィートーマス
「出るゲーム間違えたんじゃないの?」とカズーイに言われるほど爽やかなチーター。ゲーム好きでチャレンジには彼のレコードが設定されている他、彼自身も勝負を挑んでくる。しかし、負けると言い訳したりルールを変えたりと案外器が小さい。
パイクレット
ドタンバたうんの警察署長。ゲームワールドを問わず嫌なヤツだが、オンプを渡せば細かいことは見逃してくれる。
ピドルズ
グランチルダといつも一緒にいるネコ。ログの計らいでグランチルダの相方として用意され、何度か戦うことになる。トイレのしつけが出来ていないらしい。
グランボッツ
金属の球のようなボディに顔などのアクセサリが付いたロボット。グランチルダの部下として用意される本作のザコ敵。バンジョーたちに突進したり、マシンのパーツをはぎとったりと妨害行為を行う。